# 臺北市文山區辛亥國民小學
臺北市文山區辛亥國民小學（英語：Taipei Municipal Xinhai Elementary School），簡稱辛亥國小，亦稱「辛亥學園」，由臺北市政府教育局管轄。

## 歷任校長
- 第一任：陳文欽(1992年8月~1995年7月)
- 第二任：董素貞(1995年8月~2000年7月)
- 第三任：邱春堂(2000年8月~2004年7月)
- 第四任：邱春堂(2004年8月~2008年7月)
- 第五任：修金莒(2008年8月~2012年7月)
- 第六任：修金莒(2012年8月~2014年7月)
- 第七任：李三煌(2014年8月~2018年7月)
- 第八任：陳弘偉(2018年8月~2022年7月)
- 第九任：陳弘偉(2022年8月~2024年7月)
- 第十任：温博安(2024年8月~迄今)

## 學校願景
- 愛(To Love)、學習(To Learn)、傳承(To leave a legacy)

## 校徽
- 緣起：校徽設計於創校10周年校慶，所辦理校徽徵選活動的首獎,原始的設計者為:第11屆畢業生何書楷，並由美勞老師修改後，始成現今的版本。

## 學區
- 興光里(1-4鄰)、興泰里(8-12鄰)、興昌里、萬美里(11、12、30鄰)、萬美里20鄰(與萬芳共同學區)。